# سمیلوواتس
سمیلوواتس (به صربی: Smilovac) یک منطقهٔ مسکونی در صربستان است که در ناحیه نیشاوا واقع شده‌است. سمیلوواتس ۱٬۰۵۲ نفر جمعیت دارد.